# آتاناسی سیکوتنیک
آتاناسی سیکوتنیک (: Atanase Sciotnic؛ ۱ مارس ۱۹۴۲ – ۵ آوریل ۲۰۱۷) ورزشکار اهل رومانی بود.
وی در مسابقات کشوری و بین‌المللی در مجموع برندهٔ ۴ مدال طلا، ۳ مدال نقره، ۴ مدال برنز شده‌است.